# City of the Living Dead
City of the Living Dead (Italiaans: Paura nella città dei morti viventi (Engelse vertaling: Fear in the City of the Living Dead)), ook bekend als The Gates of Hell in de Verenigde Staten, is een Italiaanse horrorfilm uit 1980 en geregisseerd door Lucio Fulci. Het is het eerste deel uit de zogenoemde "Gates of Hell"-trilogie waaronder ook The Beyond en The House by the Cemetery vallen.

## Verhaal
Wanneer een priester zelfmoord pleegt op het kerkhof van het plaatsje Dunwich, opent hij daarmee de poorten naar de hel. De doden komen tot leven en zullen de aarde in een hel veranderen. In een race tegen de klok spoeden journalist Peter Bell en helderziende Mary zich naar Dunwich, in de hoop de vervloeking ongedaan te maken. Maar wat ze in Dunwich aantreffen, overtreft hun ergste nachtmerries...

## Rolverdeling
| Acteur                   | Personage                             |
| ------------------------ | ------------------------------------- |
| Christopher George       | Peter Bell                            |
| Catriona MacColl         | Mary Woodhouse (als Katriona MacColl) |
| Carlo De Mejo            | Gerry                                 |
| Janet Agren              | Sandra                                |
| Antonella Interlenghi    | Emily Robbins                         |
| Giovanni Lombardo Radice | Bob                                   |
| Daniela Doria            | Rosie Kelvin                          |
| Fabrizio Jovine          | Eerwaarde William Thomas              |
| Luca Venantini           | John-John Robbins (als Luca Paisner)  |
| Michele Soavi            | Tommy Fisher                          |
| Venantino Venantini      | Mr. Ross                              |
| Adelaide Aste            | Theresa                               |
| Lucio Fulci              | Dr. Joe Thompson (onvermeld)          |

## Soundtrack
Paura Nella Citta Dei Morti Viventi originele soundtrack werd geschreven en uitgevoerd door Fabio Frizzi en uitgebracht door door Beat Records.
- 1. Introduzione-Paura-Liberazione (4:10)
- 2. Fatti Misteriosi (2:53)
- 3. Irrealtà Di Suoni (2:55)
- 4. Occhi Di Brace (3:16)
- 5. Verso L'Alba (1:46)
- 6. Apoteosi Del Mistero (3:55)
- 7. Suoni Dissonanti (2:54)
- 8. Paura Vivente (1:25)
- 9. Paura E Liberazione (2:36)
- 10. Tenebre Viventi (2:16)

## Trivia
De scène waarin Daniela Doria haar ingewanden uitbraakt werd gedaan met hulp van een nephoofd en schaapsingewanden. Hetzelfde werd gedaan met Bobs dood.